# 王賡榮
王賡榮（1841年—1895年），字向甫，號春舫，又號午樵。山西朔州人，清朝进士、晚清官員。

## 生平
十二歲通經史。同治元年，乡试中举，与王念堂、王镜逸共称“山右三王”。同治四年，担任京官，授业于吴鸿恩。光緒二年（1876年）中式丙子科一甲第二名進士（榜眼），授翰林院編修。光绪十年，擔任御史時，直言敢諌，弹劾中法战争中作战不力官员。光绪十一年，担任江西乡试副主考。次年，出任廣西潯州府知府，整饬当地贪腐。光绪十一年（1885年），出任江西鄉試副主考。光绪十五年，因母老乞归。光绪十九年，经举荐，主持太谷鳳山書院講席。著有《得毋訒斋诗文集》。